# Asteriks i Obeliks: Osiedle bogów
Asteriks i Obeliks: Osiedle bogów (fr. Astérix: Le Domaine des dieux, ang. Asterix: The Mansions of the Gods) – francusko-belgijski film animowany z 2014 roku wyreżyserowany przez Alexandre’a Astiera i Louisa Clichy’ego, powstały na podstawie komiksu pt. Osiedle bogów autorstwa Rene Gościnnego i Alberta Uderzo. Jest to pierwszy film animowany z Asteriksem stworzony w technice trójwymiarowej 3D.
Premiera filmu miała miejsce 26 listopada 2014 we Francji. W Polsce premiera filmu odbyła się 27 lutego 2015.

## Fabuła
Akcja filmu rozgrywa się w roku 50 p.n.e. Galia zostaje okupowana przez Rzymian, ale jedna osada oparła się najeźdźcom. Wielki wódz i dożywotni dyktator Rzymu – Juliusz Cezar postanawia wypróbować wobec niepokornych nową taktykę. Cesarz rozkazuje więc wybudować obok wioski „Osiedle Bogów” – kolonię luksusowych posiadłości dla bogatych Rzymian. Na szczęście dwóch dzielnych Galów, Asterix i Obelix robią wszystko, aby pokrzyżować Juliuszowi Cezarowi plany.

## Obsada głosowa[5]
- Roger Carel – Asteriks
- Lorànt Deutsch – Anglaigus
- Laurent Lafitte – Duplikata
- Alexandre Astier – centurion Oursenplus
- Alain Chabat – senator Prospektus
- Élie Semoun – Cubitus
- Géraldine Nakache – Dulcia
- Artus de Penguern – Miniminus
- Lionnel Astier – Tenautomatiks
- François Morel – Ahigieniks
- Guillaume Briat – Obeliks
- Florence Foresti – Dobromina
- Serge Papagalli – Asparanoiks
- Bernard Alane – Panoramiks
- Laurent Morteau – Długowieczniks
- Arnaud Léonard – Kakofoniks
- Joëlle Sevilla – Jelołsabmarina
- Philippe Morier-Genoud – Juliusz Cezar
- Olivier Saladin – 
  - Samus,
  - senator Tomcrus
- Florian Gazan – Travaillerpluspourgagnerplus
- Oscar Pauwels – Apeldius